# 中塚愛
中塚 愛 (なかつか あい、1983年4月6日 - ) は、日本のAV女優。
趣味、特技：読書

## 作品

### アダルトビデオ
2005年
- Acrylic Fuck（8月1日、MOODYZ）
- パイパンとザーメン（9月13日、MOODYZ）
- パイパン女子校生にナマ中出し♥（10月13日、MOODYZ）

2006年
- カルマプレゼンツ 素人パイパン合コン（1月13日、カルマ）共演:上原りかこ、木村つかさ、山口みのり
- 新 酔娘伝 第一章（1月19日、桃太郎映像出版）共演:新川舞美、松島楓
- ナース☆ナース4時間（2月17日、メディアステーション）他出演:青山遥、上原まどか、加藤咲良、岸川ひろみ、白河さつき、高橋美幸、真咲菜々、望月加奈
- パイパンフィストファック（4月13日、マルクス兄弟）
- 女子校剣道部集団ジャック 2（4月21日、笠倉出版社)）共演:森野雫 (川上ゆう) 、清原りょう、今川留衣
- 迷惑オンナにルール無用の拘束調教（6月19日、クロス）他出演:鳥居悠子、山咲ちゆり、若葉ひな
- レズフィスト HINAKO／AI（7月22日、グローリークエスト）共演:HINAKO
- Bloomer．PM4：25 in after school【夕方、静かな教室で】（10月15日、ドリームチケット）他出演:三上ゆほ、今野由愛、桜木えり
- 尻とろニクス 美尻、丸出し姉ちゃん抜きたおし。 Vol.3（11月19日、ZONE）他出演:平井和美、RIRICO

2007年
- こともあろうに叔父ちゃんの指が私の中へ… 11（2月9日、東京音光） …共演:若林ひかる
- まさか叔母ちゃんに筆下ろしされるとは… 10 （3月9日、東京音光）共演:葉月由良
- イキまくりNON-STOPフィストファック（3月13日、マルクス兄弟）他出演:遠藤真弓、竹下なな、HINAKO
- 手コキのとりこ 2（3月13日、MANJI FETISH）他出演:大田美優、杏野みつ、杉原怜、結城麗子
- やっぱり外がスキ 青姦!!14人大解放!!（5月19日、桃太郎映像出版）他出演:亜紗美、@YOU、小倉あかね、桜朱音、さくら優、さとう和香、新川舞美、二宮沙樹、宝月ひかる、松嶋楓、他素人3人
- 露出野外羞恥 ＃2 中塚愛 23歳（5月21日、フェチJAPAN）
- パイパン4時間（6月13日、MOODYZ）他多数出演
- 中出し4時間（8月1日、MOODYZ）他多数出演